# Saint-Diéry
Saint-Diéry är en kommun i departementet Puy-de-Dôme i regionen Auvergne-Rhône-Alpes i centrala Frankrike. Kommunen ligger i kantonen Besse-et-Saint-Anastaise som tillhör arrondissementet Issoire. År 2022 hade Saint-Diéry 541 invånare.

## Befolkningsutveckling
Antalet invånare i kommunen Saint-Diéry
| Referens: INSEE |